# Scala (miejscowość i gmina)
Scala – miejscowość i gmina we Włoszech, w regionie Kampania, w prowincji Salerno.
Według danych na rok 2004 gminę zamieszkiwało 1498 osób, 115,2 os./km².
W miejscowości tej swoją pracę duszpasterską prowadził św. Alfons Liguori (1696–1787), który widząc panującą ignorancję religijną w tym mieście powziął zamiar stworzenia Zgromadzenia Redemptorystów, które należy obecnie do jednego z największych zgromadzeń zakonnych na świecie.